# جون مور (سياسي)
جون مور (بالإنجليزية: John Moore)‏ هو سياسي أمريكي، ولد في 1964 في كانساس سيتي في الولايات المتحدة. حزبياً، نشط في الحزب الجمهوري. وقد انتخب عضو المجلس النيابي لولاية نيفادا.

## وصلات خارجية
- الموقع الرسمي